# Riu de Serradell
El riu de Serradell és un riu de Catalunya, afluent de la Noguera Pallaresa. Discorre pel terme de Conca de Dalt, al Pallars Jussà, dins del seu antic terme de Toralla i Serradell. Passa molt a prop dels pobles de Serradell i Erinyà i a més distància del de Toralla.
El riu de Serradell es forma al fons (ponent) de la vall de Serradell, mitjançant la unió de la Llau del Cornàs, que prové del nord-oest (Serra de l'Estall, Serrat de Ladres, Muntanya de Sant Aleix…) i el Torrent del Grau, que davalla del sud-oest (Serra de Sant Salvador, Roca Espatllada, Roca Palomera…). Tota la capçalera és dins de l'espai natural de la Vall Alta de Serradell.

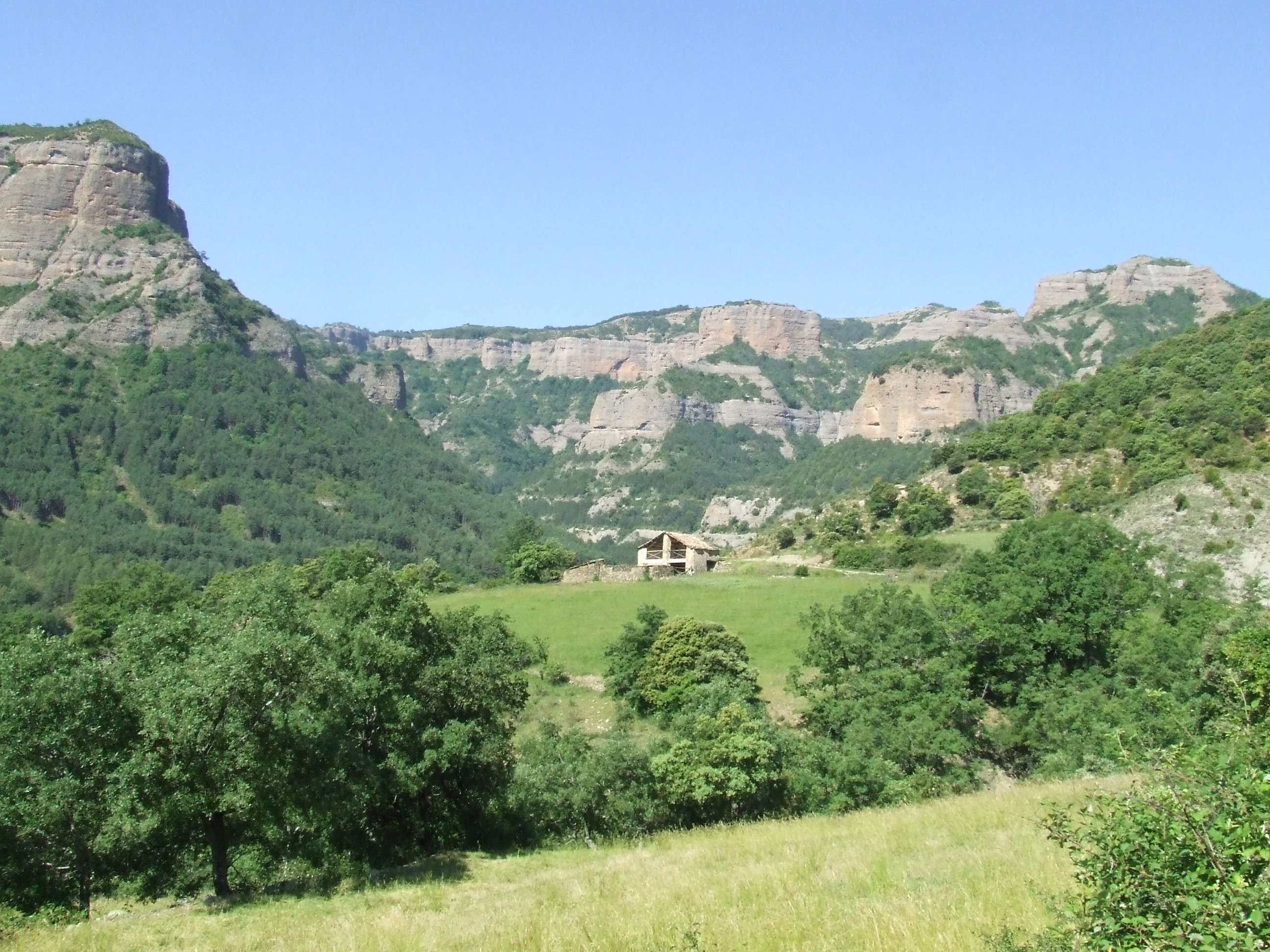
Capçalera de la vall del riu de Serradell

Al cap de poc de formar-se rep per la dreta el Barranc dels Plans, i poc després, ara per l'esquerra, la * llau de Santa Maria. Al cap d'una mica, per la dreta hi aflueix el Barranc de Pla Mià, després del qual, ara per l'esquerra, troba la llau del Seix i al cap de poc la llau de les Ribes. Poc després, arriba el Barranc de Sant Salvador per la dreta, i, finalment, el barranc de Rastanyó, per l'esquerra. Després d'ell arriba ja a sota del poble de Serradell, a l'esquerra del riu. En aquest tros, així com a la resta del seu recorregut, els principals marcs de la seva vall són la Serra de Sant Salvador a migdia, i el Serrat del Ban al nord. Després de deixar enrere Serradell, troba de seguida l'arribada per l'esquerra de la llau de la Font, Toralla a la dreta, allunyada, a dalt la carena de migdia, la Llau de la Font de Tuiro, i Erinyà també a l'esquerra, molt més a prop del riu.
Al cap de poc després d'Erinyà travessa la carretera N-260 i, entre la Casa del Tinet (al nord) i Can Peret Casa (al sud), s'aboca en el Flamisell, just davant, a sota i a ponent de la Masia Soriguer.